# Hans zur Megede
Hans zur Megede (* 4. November 1811 in Trombin, Herzogtum Warschau; † 10. November 1882 in Peine) war Landrat und Mitglied des Reichstags des Norddeutschen Bundes.

## Leben
Hans zur Megede besuchte das Joachimsthalsche Gymnasium zu Berlin und die Universitäten Berlin und Heidelberg. 1839 wurde er Regierungs-Assessor in Berlin und 1847 Regierungs-Rat in Merseburg. Von 1852 bis 1863 war er Landrat des Freystadter Kreises in Niederschlesien. 1863 wurde er zur Disposition gestellt, nicht wegen regierungsfeindlicher Agitation, sondern wegen oppositioneller Abstimmung im Abgeordnetenhause, vorzugsweise bezüglich der Militär-Reorganisation.
Von 1860 bis 1866 und von 1867 bis 1870 war er Mitglied des Preußischen Abgeordnetenhauses und von 1867 bis 1871 des Reichstags des Norddeutschen Bundes und des Zollparlaments für den Wahlkreis Liegnitz 2 (Sagan, Sprottau).
Seine Ehefrau war Friederike Freiin von der Osten (* 2. November 1819; †  18. Juli 1887). Ihre Kinder waren Johannes Richard zur Megede und Marie zur Megede.
Die nähere Verwandtschaft lebte zum Teil in Berlin.